# Syllis eximia
Syllis eximia är en ringmaskart som beskrevs av Malm 1874. Syllis eximia ingår i släktet Syllis och familjen Syllidae. Inga underarter finns listade i Catalogue of Life.